# Сыропятов, Алексей Анатольевич
Алексе́й Анато́льевич Сыропя́тов (род. 27 января 1981, Пермь, СССР) — российский футболист, защитник, тренер.

## Карьера

### Клубная
Воспитанник пермской СДЮСШОР по футболу и «Амкара». В 1999—2002 годах выступал за местное «Динамо». 2003 года провёл в «Энергетике» из города Урень. В 2004 году защищал цвета иркутской «Звезды». В 2005 году перешёл в клуб белорусской Высшей лиги «Дарида». Дебютировал в элитном дивизионе 17 апреля в матче против брестского «Динамо» (2:0). Всего за клуб провёл 46 матчей, забил 1 мяч. В 2007 году вернулся в Россию, подписав контракт с подольским «Витязем», за который сыграл единственный матч 15 августа против лискинского «Локомотива» (3:1). В 2008 году пополнил ряды ростовского СКА. В 2009 году защищал цвета липецкого «Металлурга» и «Тюмени». В 2010 году пополнил ряды «Динамо» из Санкт-Петербурга. В 2011 году перешёл в ставропольское «Динамо». В 2012 году подписал контракт с «Октаном», в котором завершил карьеру.

### Тренерская
В 2013—2014 годах входил в тренерский штаб «Октана». Основатель и главный тренер пермского детского футбольного клуба «Звезда».

## Достижения
- Победитель зоны «Центр» Второго дивизиона: 2007